# Christos Zafeiris
Christos Zafeiris (* 23. Februar 2003 in Athen, Griechenland) ist ein griechisch-norwegischer Fußballspieler. Er spielt in Tschechien bei Slavia Prag. Zudem ist der griechisch-norwegische Doppelstaatsbürger auch Nachwuchsnationalspieler Norwegens gewesen, gab aber im September 2024 sein Debüt für die griechische Nationalmannschaft.

## Leben

### Kindheit und Jugend
Christos Zafeiris wurde in Griechenland geboren, wuchs allerdings ab seinem 9. Lebensjahr in Norwegen auf und spielte in seiner Kindheit und Jugend für Lillestrøm SK, Fornebu FK, Fjellhamar FK und für Vålerenga Oslo, ehe er seine ersten Schritte im Profibereich im Jahr 2020 beim Zweitligaaufsteiger Grorud IL machte und dann im August 2021 von FK Haugesund unter Vertrag genommen wurde. Diese verliehen Zafeiris umgehend für ein halbes Jahr an seinen ehemaligen Verein aus Grorud, einem Stadtteil von Oslo. Als er zu diesem Verein stieß, hatte er zunächst mit Startschwierigkeiten zu kämpfen, erkämpfte sich aber schon bald einen Platz in der Stammformation und wurde dabei als zentraler Mittelfeldspieler eingesetzt. Der Durchbruch gelang Christos Zafeiris in der Saison 2021, als er eine feste Größe im zentralen Mittelfeld war und drei Vorlagen gab sowie zwei Tore selbst erzielte. Allerdings handelte er sich drei Gelbsperren ein.

### Durchbruch in Haugesund und Wechsel nach Prag
Angekommen in Haugesund, war Zafeiris auch prompt im zentralen Mittelfeld gesetzt und trug mit fünf Vorlagen sowie vier selbst erzielten Toren zum zehnten Platz des Vereines bei. Dies war seine einzige Saison beim FK Haugesund, denn Ende Januar 2023 wechselte er nach Tschechien zu Slavia Prag. In seinem ersten halben Jahr in der tschechischen Hauptstadt war Zafeiris regelmäßig zum Einsatz gekommen, doch er stand nicht immer in der Startelf. Slavia wurde Vizemeister, gewann aber den tschechischen Pokal, nachdem Stadtrivale Sparta im Endspiel mit 2:0 geschlagen werden konnte. In der darauffolgenden Saison war Christos Zafeiris als zentraler Mittelfeldspieler Stammspieler, verlor aber nach Knieproblemen sowie später nach einer Sprunggelenksverletzung seinen Platz in der Stammelf und war nur Einwechselspieler.

### Nationalmannschaft
Christos Zafeiris war norwegischer Nachwuchsnationalspieler und kam für die Skandinavier in den Altersklassen U15, U16, U17, U18, U19 und U21 zum Einsatz.
Er war auch für Griechenland spielberechtigt und entschied sich auch später, für die Nationalmannschaft der Hellenen zu spielen. Am 7. September 2024 gab Zafeiris beim 3:0-Sieg im Gruppenspiel in der UEFA Nations League in Piräus gegen Finnland sein Debüt für die Griechen.